# Asia News Network
 (février 2012).
Si vous disposez d'ouvrages ou d'articles de référence ou si vous connaissez des sites web de qualité traitant du thème abordé ici, merci de compléter l'article en donnant les références utiles à sa vérifiabilité et en les liant à la section « Notes et références ».
Le Asia News Network (Réseau d'Informations d'Asie), ANN, est un réseau de journaux quotidiens asiatiques qui partage un contenu éditorial entre eux. L'ANN a été fondé en 1999 à Manille (Philippines) au forum des éditeurs germano-asiatiques (Asian-German Editors Forum) organisé par la fondation Konrad Adenauer (Konrad-Adenauer-Stiftung).
L'ANN a son siège social dans les bureaux du Nation Multimedia Group à Bangkok. Outre le site internet, l'ANN diffuse un hebdomadaire d'information, AsiaNews, dont le contenu est alimenté aussi bien par les journaux membres que par une équipe propre au magazine.
Wong Chun Wai, directeur de la rédaction de The Star, préside le conseil d'administration de l'ANN pour 2012/2013.

## Membres de plein droit
- Bangladesh - The Daily Star
- Chine - China Daily
- Corée du Sud - The Korea Herald
- Inde - The Statesman
- Indonésie - The Jakarta Post
- Japon - Yomiuri Shimbun (Daily Yomiuri)
- Malaisie - Sin Chew Daily (Sin Chew Jit Poh)
- Malaisie - The Star
- Népal - The Kathmandu Post
- Philippines - Philippine Daily Inquirer
- Sri Lanka - The Island
- Singapour - The Straits Times
- Taïwan - The China Post
- Thaïlande - The Nation
- Vietnam - Viet Nam News

## Membres associés
- Bhoutan - Kuensel
- Brunei - The Brunei Times
- Cambodge - Rasmei Kampuchea Daily
- Laos - Vientiane Times